# فرد إي. ستيرلينغ
فرد إي. ستيرلينغ (بالإنجليزية: Fred Sterling)‏ هو مُحرِّر وصحفي وسياسي أمريكي، ولد في 29 يونيو 1869 في ديكسون في الولايات المتحدة، وتوفي في 10 فبراير 1934 في روكفورد في الولايات المتحدة. حزبياً، نشط في الحزب الجمهوري. وقد انتخب أمين صندوق الدولة ‏.